# شبرق شجيري
الشبرق الشجيري (باللاتينية: Ononis fruticosa) نوع نباتي ينتمي إلى جنس الشبرق من الفصيلة البقولية.

## الموئل والانتشار
موطنه المغرب العربي وفرنسا وإسبانيا.